# بربارة موريسون
بربارة موريسون (بالإنجليزية: Barbara Morrison)‏ هي مغنية أمريكية، ولدت في 10 سبتمبر 1952 في يبسيلانتي في الولايات المتحدة.

## وصلات خارجية
- بربارة موريسون على موقع ميوزك برينز (الإنجليزية)
- بربارة موريسون على موقع أول ميوزيك (الإنجليزية)
- بربارة موريسون على موقع ديسكوغز (الإنجليزية)